# 內提沃特

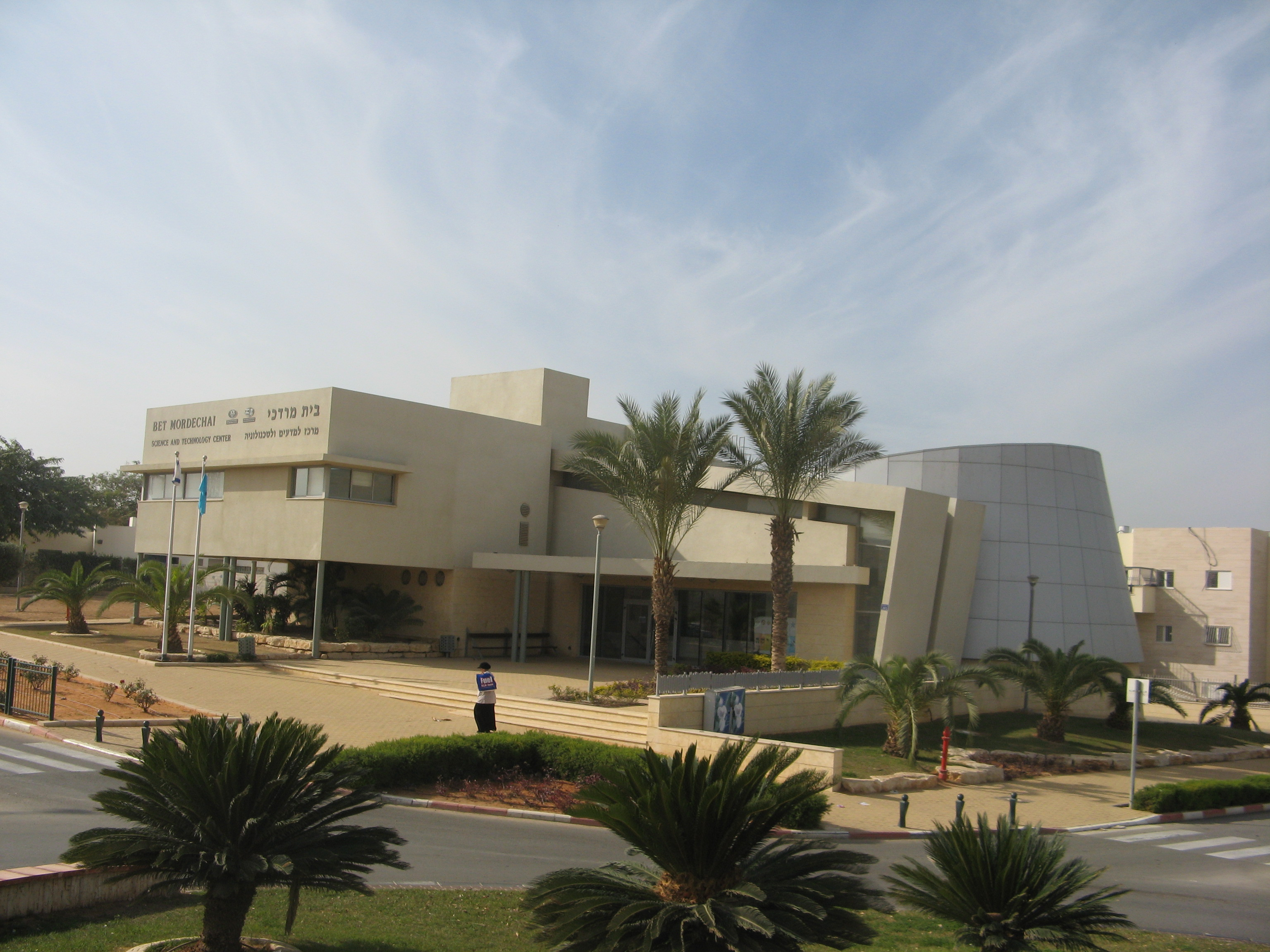

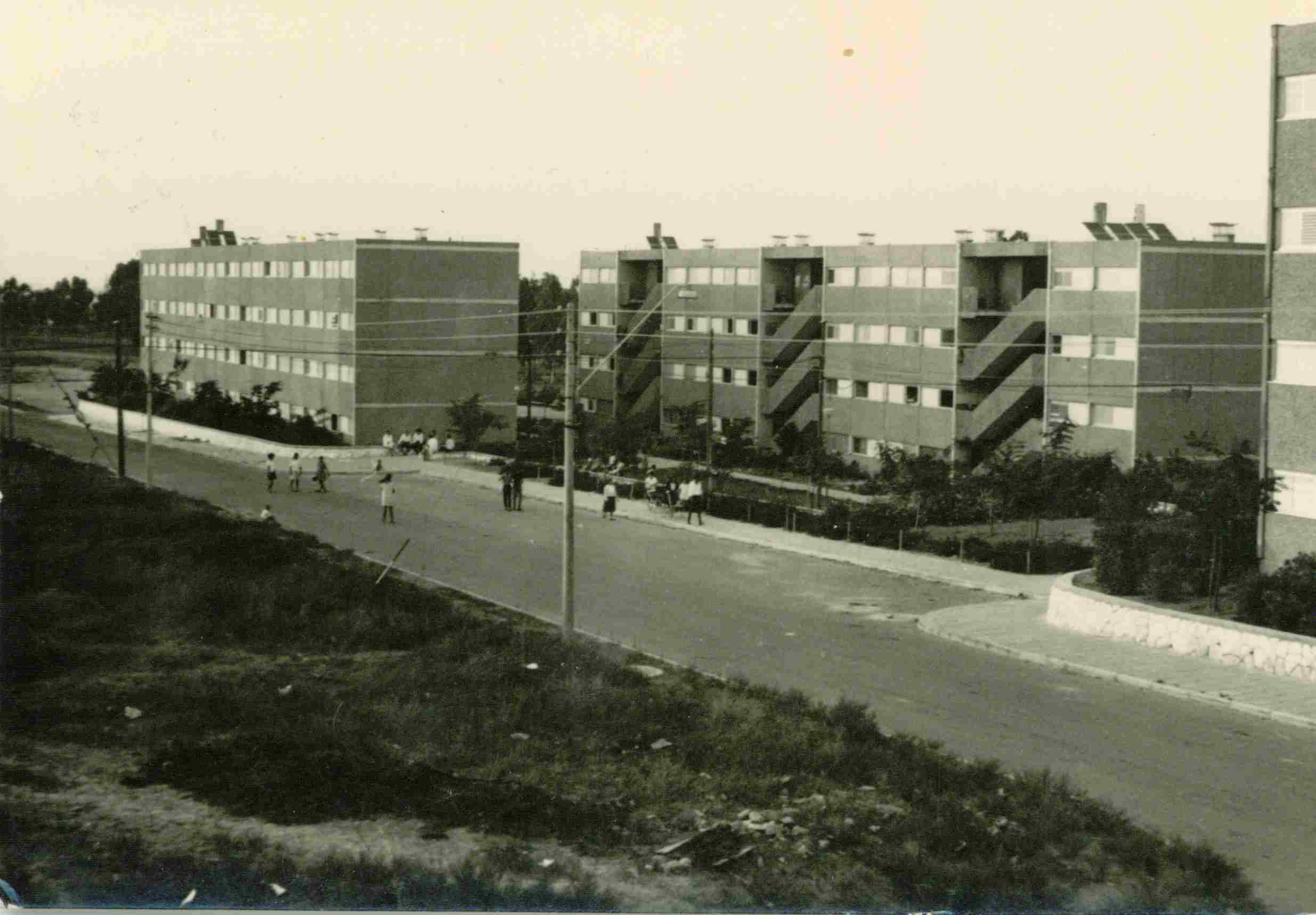

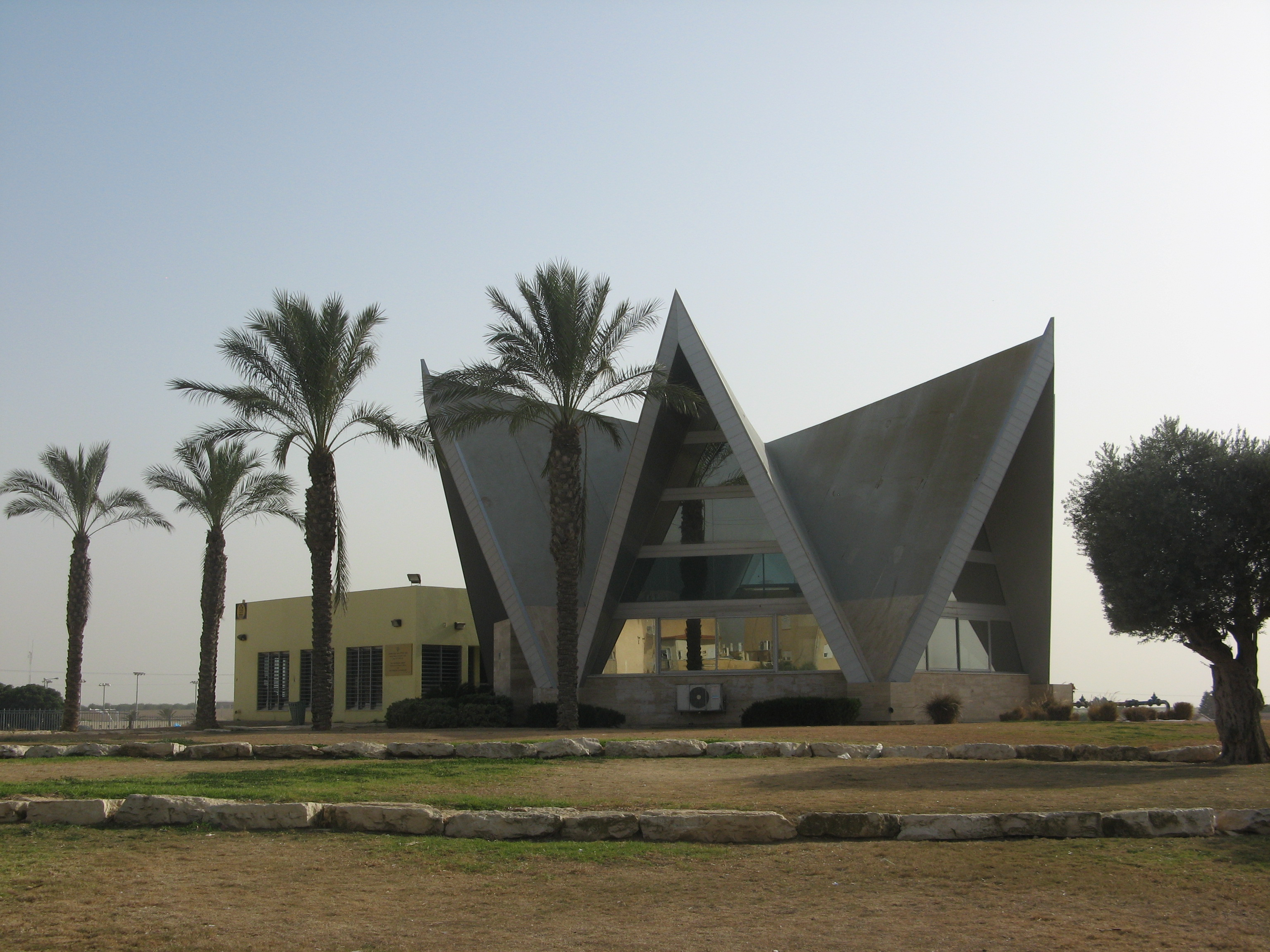

內提沃特是以色列的城市，位於該國南部貝爾謝巴和加沙之間，由南部區負責管轄，始建於1956年，面積5.63平方公里，海拔高度140米，2009年人口26,700。

## 外部連結
- Municipal home page （页面存档备份，存于） （希伯来文）